# 한국토종닭협회
한국토종닭협회(영어: Korean Native Chicken Association)는 업계의 발전과 토종닭의 독특한 맛과 특성을 살려 그 고유의 육질과
맛을 연구 개발하여 소비자에게 공급하기 위해 2009년 1월 16일 설립된 대한민국 농림수산식품부 소관의 사단법인이다. 사무실은 서울특별시 광진구 중곡동 48-14에 있다.

## 주요 사업
- 토종닭 자체 인증제
- 인증에 따른 종계, 데이터베이스화
- 생산, 유통, 소비에 따른 데이터베이스화
- 자조금 사업
- 토종닭종계, 토종닭고기 수출에 관한 사업 등